# Михайловский сельский округ (Московская область)
Михайловский сельский округ — упразднённая административно-территориальная единица, существовавшая на территории Шатурского района Московской области в 1994—2004 годах.
Административным центром была деревня Емино.

## История

### 1918—1994 годы. Михайловский сельсовет
В 1923 году Михайловский сельсовет находился в составе Дмитровской волости Егорьевского уезда Московской губернии.
В 1925 году Михайловский сельсовет был упразднён, а его территория вошла в состав Еминского сельсовета, но уже в 1926 году Михайловский сельсовет был вновь восстановлен.
На 1 января 1927 года в состав Михайловского сельсовета входили деревни Михайловская и Губино.
В ходе реформы административно-территориального деления СССР в 1929 году Михайловский сельсовет вошёл в состав Дмитровского района Орехово-Зуевского округа Московской области. В 1930 году округа были упразднены, а Дмитровский район переименован в Коробовский.
В 1936 году в состав сельсовета вошли деревни Емино и Епихино упразднённого Еминского сельсовета.
В 1954 году в сельсовет включена территория упразднённого Кашниковского сельсовета (деревни Ширяево, Бундово, Кашниково и Надеино), а также деревня Бекетово из Дмитровского сельсовета
В 1959 году в Михайловский сельсовет переданы деревни Ананьинская, Першино, Ершовская, Широково, Волосунино, Малеиха и село Ланино упразднённого Ананьинского сельсовета.
3 июня 1959 года Коробовский район упразднён, а Михайловский сельсовет передан Шатурскому району.
В 1960 году из состава Михайловского сельсовета в Дмитровский были переданы деревни Ширяево, Бундово, Кашниково и Надеино.
В конце 1962 года в ходе реформы административно-территориального деления Шатурский район был упразднён, а его сельская территория (сельсоветы) включена в состав вновь образованного Егорьевского укрупнённого сельского района.
11 января 1965 года Егорьевский укрупненный сельский район был расформирован, а на его месте были восстановлены Егорьевский и Шатурский районы. Михайловский сельсовет вновь вошёл в состав Шатурского района.

### Михайловский сельский округ
В 1994 году в соответствии с новым положением о местном самоуправлении в Московской области Михайловский сельсовет был преобразован в Михайловский сельский округ.
В 1999 году в состав Михайловского сельского округа входило 10 деревень: Ананьинская, Першино, Ершовская, Широково, Волосунино, Малеиха, Емино, Епихино, Михайловская и Губино.
29 сентября 2004 года Михайловский сельский округ был упразднён, а его территория включена в состав Дмитровского сельского округа.